# Acabaria divaricata
Acabaria divaricata är en korallart som beskrevs av Gray 1859. Acabaria divaricata ingår i släktet Acabaria och familjen Melithaeidae. Inga underarter finns listade i Catalogue of Life.